# Hrabstwo Geary

Piramida wieku hrabstwa

Hrabstwo Geary – hrabstwo położone w USA w stanie Kansas z siedzibą w mieście Junction City. Założone 7 marca 1889 roku. Nazwa Hrabstwa pochodzi od John`a Geary`ego.

## Miasta
- Fort Riley (CDP)
- Junction City
- Grandview Plaza
- Milford

## Sąsiednie Hrabstwa
- Hrabstwo Riley
- Hrabstwo Wabaunsee
- Hrabstwo Morris
- Hrabstwo Dickinson
- Hrabstwo Clay